# Клуб Льва Яшина
«Клуб Лева Яшина» був започаткований футбольним статистиком з Кривого Рогу Миколою Жигуліним. Після знайомства з Костянтином Єсеніним опублікований у тижневику «Футбол—Хокей» (№ 27 за 1980 рік).
До його складу автоматично потрапляли голкіпери, які в ста офіційних матчах залишили свої ворота «сухими». Враховувалися поєдинки чемпіонатів СРСР (вища ліга), Спартакіад, Кубка сезону, Кубка Федерації футболу, європейських клубних турнірів, національного кубка, матчі першої збірної і які йшли до заліку Олімпіад.
Першим подолав межу в сто «сухих» матчів Лев Яшин. Згодом, цей норматив виконали ще 18 воротарів.
| №  | Гравець              | Дата       | Матч                        | Вік | Кіл. |
| -- | -------------------- | ---------- | --------------------------- | --- | ---- |
| 1  | Лев Яшин             | 28.10.1962 | «Динамо» М — ЦСКА           | 33  | ?    |
| 2  | Володимир Маслаченко | 15.04.1966 | «Динамо» Тб — «Спартак» М   | 30  | 256  |
| 3  | Анзор Кавазашвілі    | 27.08.1968 | «Торпедо» М — «Нефтчі»      | 28  | 236  |
| 4  | Рамаз Урушадзе       | 09.08.1969 | «Динамо» Тб — «Чорноморець» | 30  | 217  |
| 5  | Юрій Пшеничников     | 19.10.1970 | «Динамо» Мн — ЦСКА          | 30  | 260  |
| 6  | Віктор Банніков      | 19.04.1971 | «Торпедо» М — «Нефтчі»      | 32  | 200  |
| 7  | Євген Рудаков        | 20.05.1971 | «Спартак» М — «Динамо» К    | 29  | 156  |
| 8  | Альоша Абрамян       | 10.06.1971 | «Пахтакор» — «Арарат»       | 29  | 226  |
| 9  | Йонас Баужа          | 12.03.1972 | «Чорноморець» — «Карпати»   | 30  | 247  |
| 10 | Олександр Ткаченко   | 10.11.1976 | «Зоря» — «Крила Рад» Кб     | 29  | 244  |
| 11 | Сергій Крамаренко    | 25.08.1977 | ЦСКА — «Нефтчі»             | 31  | 241  |
| 12 | Юрій Дегтерьов       | 16.04.1978 | «Арарат» — «Шахтар»         | 30  | 240  |
| 13 | Володимир Пільгуй    | 13.07.1979 | «Динамо» М — «Дніпро»       | 31  | 250  |
| 14 | Рінат Дасаєв         | 04.03.1983 | «Спартак» М — «Зеніт»       | 26  | 240  |
| 15 | Микола Гонтар        | 26.03.1983 | «Динамо» М — «Дніпро»       | 34  | 241  |
| 16 | В'ячеслав Чанов      | 08.08.1983 | «Жальгіріс» — «Торпедо» М   | 32  | 241  |
| 17 | Отарі Габелія        | 01.11.1986 | «Спартак» М — «Динамо» Тб   | 33  | 275  |
| 18 | Віктор Чанов         | 23.03.1988 | Греція — СРСР               | 29  | 248  |
| 19 | Михайло Бірюков      | 17.09.1989 | «Зеніт» — «Ротор»           | 31  | 305  |

Подвійний норматив входження до клубу виконали троє футболістів: Рінат Дасаєв, Лев Яшин і Євген Рудаков.
- Станом на 1 січня 1992 року.

| М  | Гравець              | 1         | 2       | 3       | 4       | 5      | 6         |
| -- | -------------------- | --------- | ------- | ------- | ------- | ------ | --------- |
| 1  | Рінат Дасаєв         | 147 (335) | 19 (40) | 47 (95) | 19 (50) | 3 (8)  | 235 (528) |
| 2  | Лев Яшин             | 160 (326) | 19 (33) | 28 (77) | —       | 0 (2)  | 207 (438) |
| 3  | Євген Рудаков        | 143 (258) | 14 (28) | 24 (48) | 25 (39) | —      | 206 (373) |
| 4  | Анзор Кавазашвілі    | 129 (274) | 12 (26) | 15 (30) | 7 (15)  | —      | 163 (345) |
| 5  | Юрій Дегтерьов       | 110 (289) | 24 (47) | 10 (17) | 3 (10)  | 1 (4)  | 148 (367) |
| 6  | Олександр Ткаченко   | 119 (328) | 22 (43) | 2 (4)   | 3 (4)   | 1 (7)  | 147 (386) |
| 7  | Віктор Чанов         | 98 (246)  | 12 (33) | 16 (20) | 13 (29) | 1 (4)  | 140 (332) |
| 8  | Віктор Банніков      | 107 (258) | 24 (33) | 5 (14)  | 2 (9)   | —      | 138 (314) |
| 9  | Альоша Абрамян       | 116 (276) | 15 (33) | —       | 7 (16)  | —      | 138 (325) |
| 10 | В'ячеслав Чанов      | 103 (276) | 25 (41) | 3 (6)   | 1 (3)   | 3 (4)  | 135 (330) |
| 11 | Сергій Крамаренко    | 116 (312) | 17 (42) | —       | —       | 1 (4)  | 134 (358) |
| 12 | Володимир Маслаченко | 113 (315) | 15 (33) | 4 (8)   | 1 (4)   | —      | 133 (360) |
| 13 | Отарі Габелія        | 102 (300) | 16 (41) | 0 (1)   | 12 (32) | 3 (11) | 133 (385) |
| 14 | Володимир Пільгуй    | 84 (251)  | 27 (52) | 7 (14)  | 5 (16)  | 2 (3)  | 125 (336) |
| 15 | Рамаз Урушадзе       | 113 (252) | 6 (16)  | 2 (4)   | —       | —      | 121 (272) |
| 16 | Юрій Пшеничников     | 96 (252)  | 5 (12)  | 7 (19)  | 2 (4)   | —      | 110 (278) |
| 17 | Михайло Бірюков      | 76 (252)  | 16 (37) | 1 (2)   | 4 (12)  | 5 (12) | 102 (315) |
| 18 | Микола Гонтар        | 77 (177)  | 12 (18) | 5 (12)  | 6 (15)  | —      | 100 (222) |
| 19 | Йонас Баужа          | 89 (224)  | 11 (24) | —       | —       | —      | 100 (248) |

Пояснення:
1. Матчі чемпіонату СРСР;
2. Матчі кубку СРСР;
3. Матчі першої збірної СРСР, а також залікові на Олімпійських іграх;
4. Матчі європейських кубкових турнірів;
5. Матчі Спартакіади народів СРСР, Кубка Федерації футболу СРСР і Кубка сезону;
6. Сумарні показники.